# Rafael Verónica
Rafael Verónica Carranza (General Andrés Figueroa; 11 de julio de 1930-?; 4 de marzo de 2010) fue un futbolista mexicano. Jugó para el Club Deportivo Guadalajara de 1951 a 1957.

## Clubes
| Club        | País   | Año         |
| ----------- | ------ | ----------- |
| Guadalajara | México | 1951 - 1957 |